# Kaple svaté Anny (Dědov)
Kaple svaté Anny je římskokatolická kaple v Dědově, části obce Teplice nad Metují. Patří do farnosti Teplice nad Metují.

## Historie
Kapli nechal postavit roku 1775 Herr von Zwida, majitel první zdejší manufaktury. Lípy vedle kaple byly vysazeny ve stejném roce.

## Architektura
Jednoduchá, pozdně barokní stavba.

## Bohoslužby
Pravidelné bohoslužby se v kapli nekonají.

## Galerie

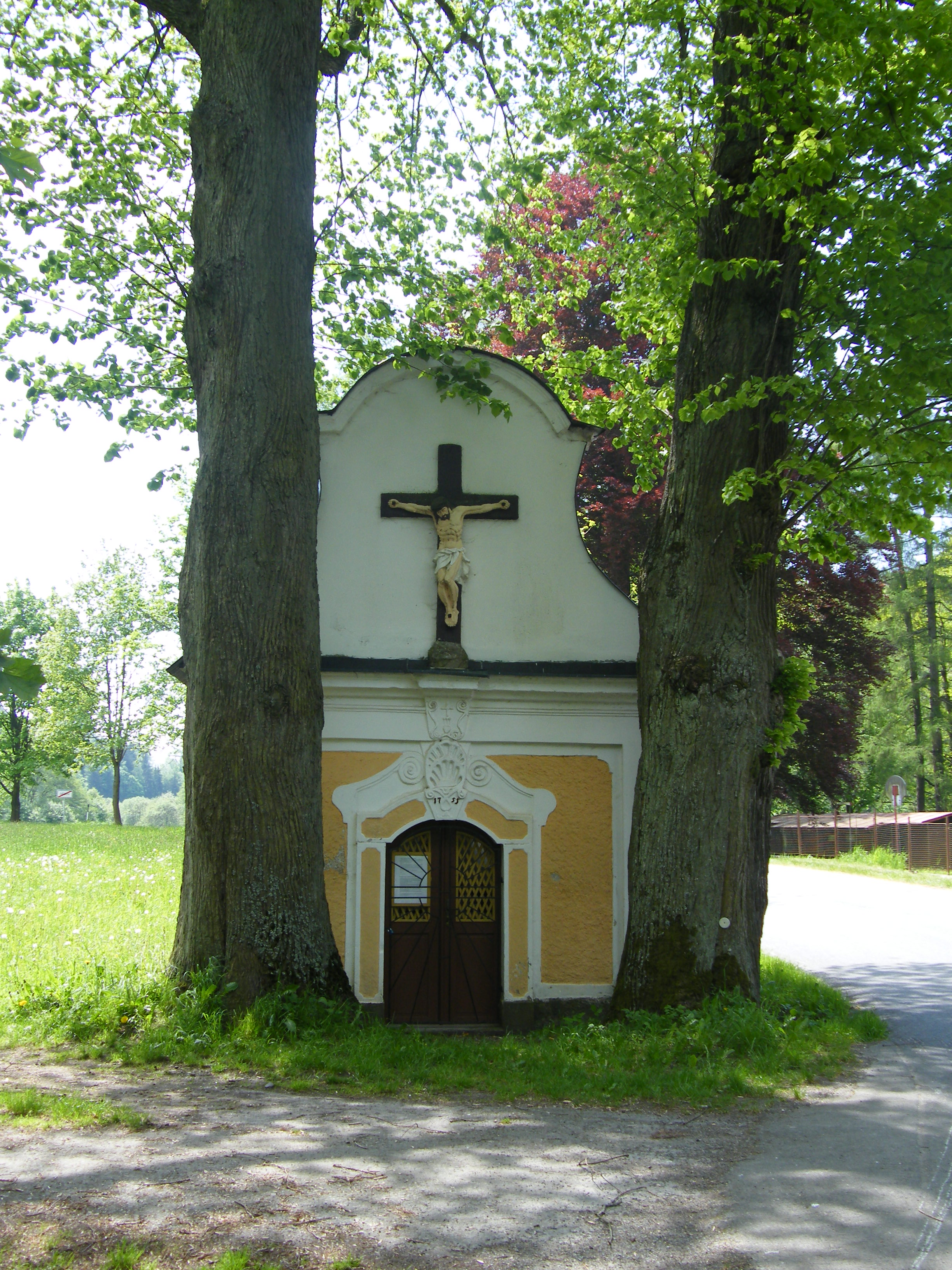
Kaple od S
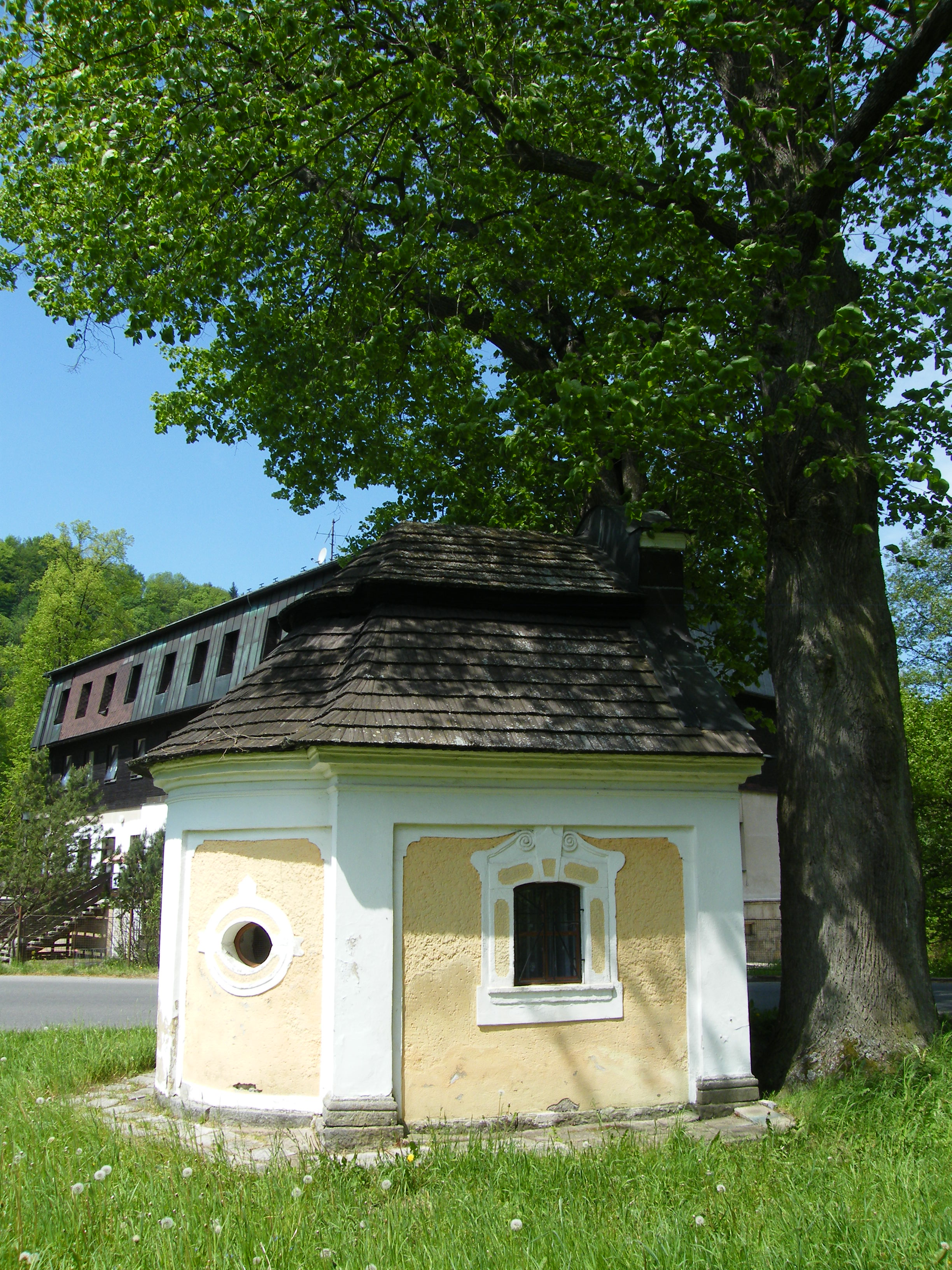
Kaple od V
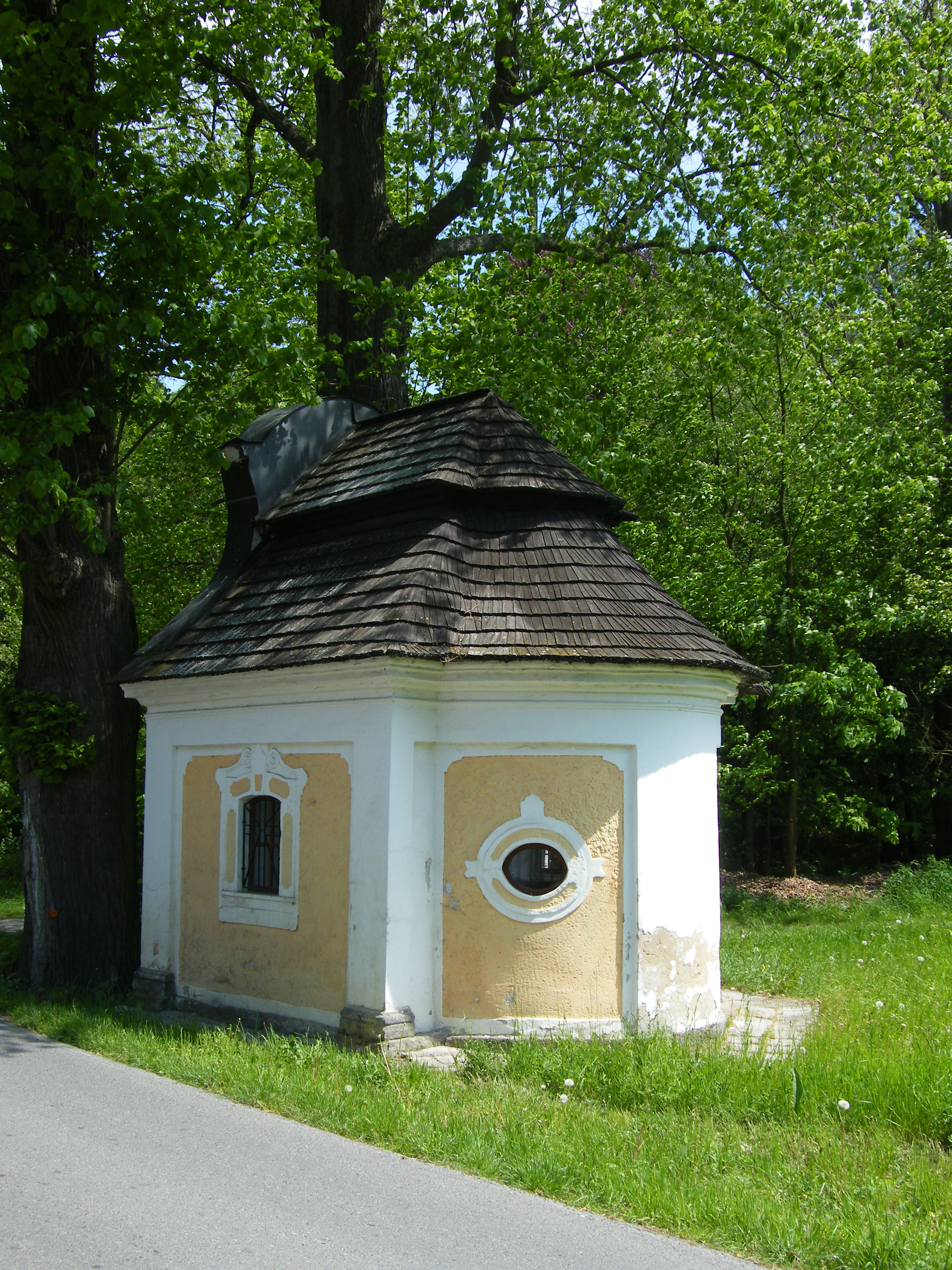
Kaple od JZ
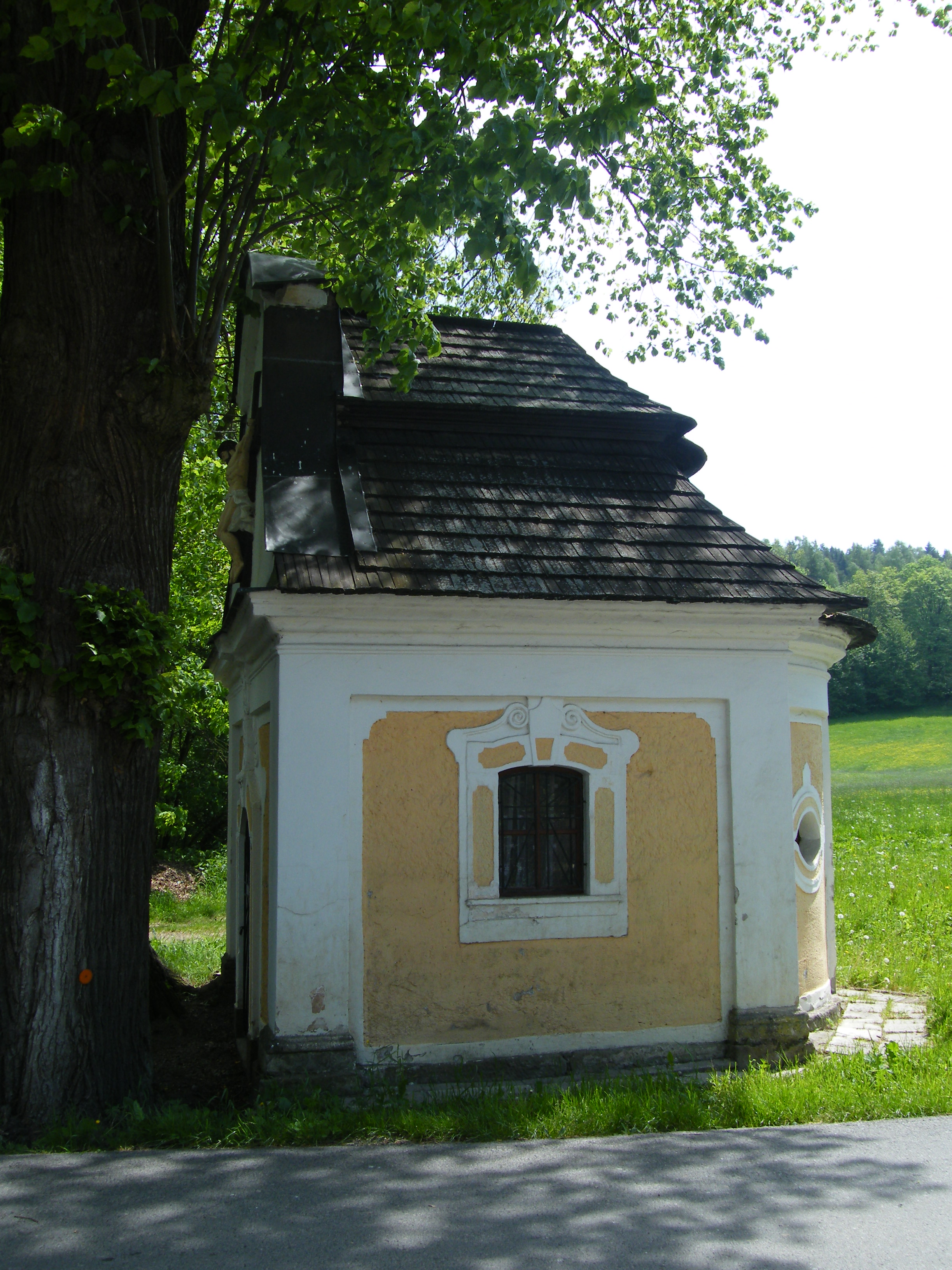
Kaple od Z
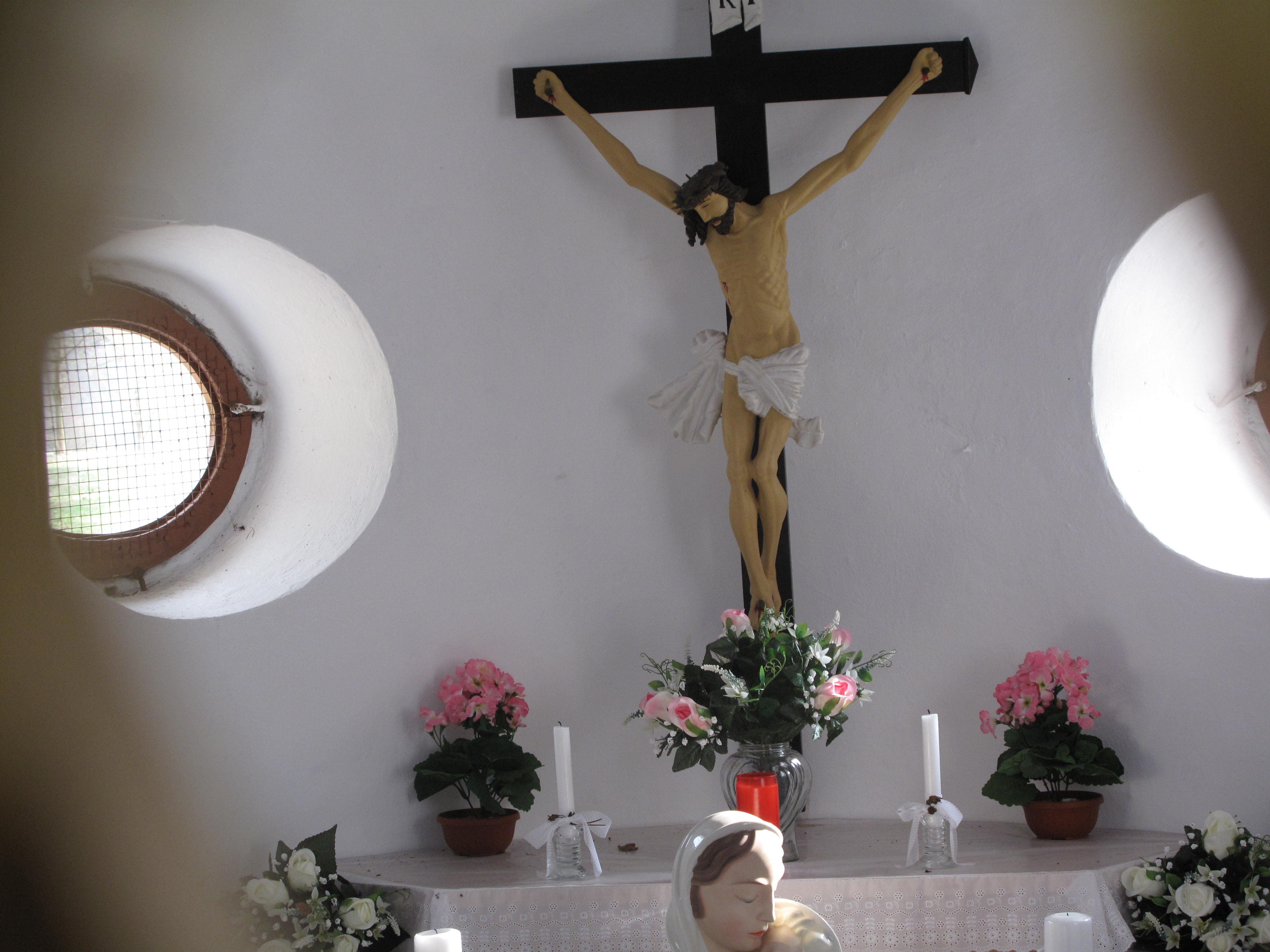
Interiér